# Курмыш (Вачский район)
Курмы́ш — деревня в Вачском районе Нижегородской области. Входит в состав Чулковского сельсовета.
В прошлом — деревня Красненского прихода Загаринской волости Муромского уезда Владимирской губернии. Находится на правом берегу реки Оки выше по течению от села Чулково примерно на 3 км.

## Из истории
- В окладных книгах Рязанской епархии за 1676 год в описании прихода села Красно сказано, что в «деревне Курмыкове 9 дворов крестьянских».
- В 1840-х — 1850-х годах деревня входила в состав владений князя Сергея Григорьевича Голицына[2][3].
- В «Историко-статистическом описании церквей и приходов Владимирской Епархии» за 1897 год говорится, что в Курмыше 20 дворов.

## Население
| 1859 | 1905 | 1926 | 1999 | 2002 | 2010 |
| ---- | ---- | ---- | ---- | ---- | ---- |
| 154  | ↘137 | ↗176 | ↘14  | ↗18  | ↘6   |

## Курмыш сегодня
По оценке газеты «Нижегородские новости» деревня Курмыш «очень малочисленна».
Добраться до деревни Курмыш можно по автодороге Р125 Муром — Нижний Новгород, повернув у Федурино (рядом с поворотом на Вачу) в сторону Чулково, проехав до Чулково по асфальтированной дороге 17 км и ещё примерно 3 км по грунтовой дороге.